# BIJ1
BIJ1 (Kürzel für niederländisch bijeen: „zusammen“; Aussprache: bɛi̯ˈeːn) ist eine linksgerichtete niederländische politische Partei. Sie wurde Ende 2016 unter dem Namen Artikel 1 von der Fernsehmoderatorin Sylvana Simons gegründet. Simons war von Mai bis Dezember 2016 Mitglied der Einwandererpartei Denk.
BIJ1 erreichte bei der Parlamentswahl am 17. März 2021 erstmals ein Mandat in der Zweiten Kammer. Die Partei hat etwa 2.500 Mitglieder. Mit RAD1CAAL besteht eine Jugendorganisation.

## Geschichte

Logo von Artikel 1.

### Gründung
Die Moderatorin Sylvana Simons trat am 18. Mai 2016 Denk bei. Denk war Anfang 2014 von zwei türkischstämmigen ehemaligen PvdA-Abgeordneten gegründet worden. Ihr Parteieintritt wurde in den sozialen Medien mit abwertenden, teilweise rassistischen und sexistischen Kommentaren begleitet. Zudem erhielt Simons Todesdrohungen.
Im Dezember 2016 verließ Simons Denk, da sie Rückhalt durch die Partei bezüglich der negativen Kommentare und der Todesdrohungen vermisste. Zudem werde Denk zunehmend konservativer. Am 24. Dezember 2016 gründete sie die Partei Artikel 1. Der Name der Partei bezieht sich auf Artikel 1 der Verfassung der Niederlande, der Diskriminierung auf Grund seiner „religiösen, weltanschaulichen oder politischen Anschauungen, seiner Rasse, seines Geschlechtes oder aus anderen Gründen“ verbietet.

### Namensänderung
Die Partei unterlag in einem Gerichtsverfahren gegen den Think Tank Art. 1 wegen Namensverletzung. In der Folge musste der Parteiname geändert werden. Als neuer Name wurde am 29. Oktober 2017 BIJ1 gewählt. Der Name steht – neben dem Bezug zu Artikel 1 über die Zahl 1 – für das niederländische Wort bijeen, welches zusammen bedeutet.

## Wahlen

### Parlamentswahl 2017
Artikel 1 trat zur Parlamentswahl am 15. März 2017 an. Neben Simons als Spitzenkandidatin traten die ehemalige sozialistische Senatorin Anja Meulenbelt und die Anthropologin Gloria Wekker für Artikel 1 an. Mit 28.700 Stimmen, Stimmenanteil 0,27 %, erreichte sie etwa die Hälfte der Stimmen und verpasste den Einzug ins Parlament klar.

### Kommunalwahl 2018
BIJ1 trat zur Stadtratswahl im März 2018 in Amsterdam an. Spitzenkandidatin war erneut Simons. Die Partei erhielt 1,9 % der Stimmen und damit ein Mandat im Stadtrat.

### Parlamentswahl 2021
Bei der Parlamentswahl am 17. März 2021 trat erneut Simons als Spitzenkandidatin an. Auf BIJ1 entfielen 0,8 % der Stimmen, womit Simons in die Zweite Kammer einzog.

### Wahlergebnisse
| Jahr | Wahl                | Stimmenanteil | Sitze |
| ---- | ------------------- | ------------- | ----- |
| 2017 | Parlamentswahl 2017 | 0,3 %         | 0/150 |
| 2021 | Parlamentswahl 2021 | 0,8 %         | 1/150 |
| 2023 | Parlamentswahl 2023 | 0,4 %         | 0/150 |

## Ausrichtung
BIJ1 setzt sich für Feminismus und Multikulturalismus und gegen Rassismus und Kapitalismus ein. Die Partei setzt sich für die Stärkung der Rechte der LGBT-Gemeinschaft, stärkere Gesetze gegen Hassreden und das Verbot von Racial Profiling ein. Ökonomisch fordert die Partei eine verpflichtende Krankenversicherung für alle, das Ende für geschlechtsspezifische Lohnunterschiede und die Ersetzung des Bruttoinlandsprodukts durch das Konzept des Bruttonationalglücks als bestimmenden Wirtschaftsindikator.